# Poritia kinoshitai
Poritia kinoshitai är en fjärilsart som beskrevs av Hayashi 1976. Poritia kinoshitai ingår i släktet Poritia och familjen juvelvingar. Inga underarter finns listade i Catalogue of Life.

## Bildgalleri

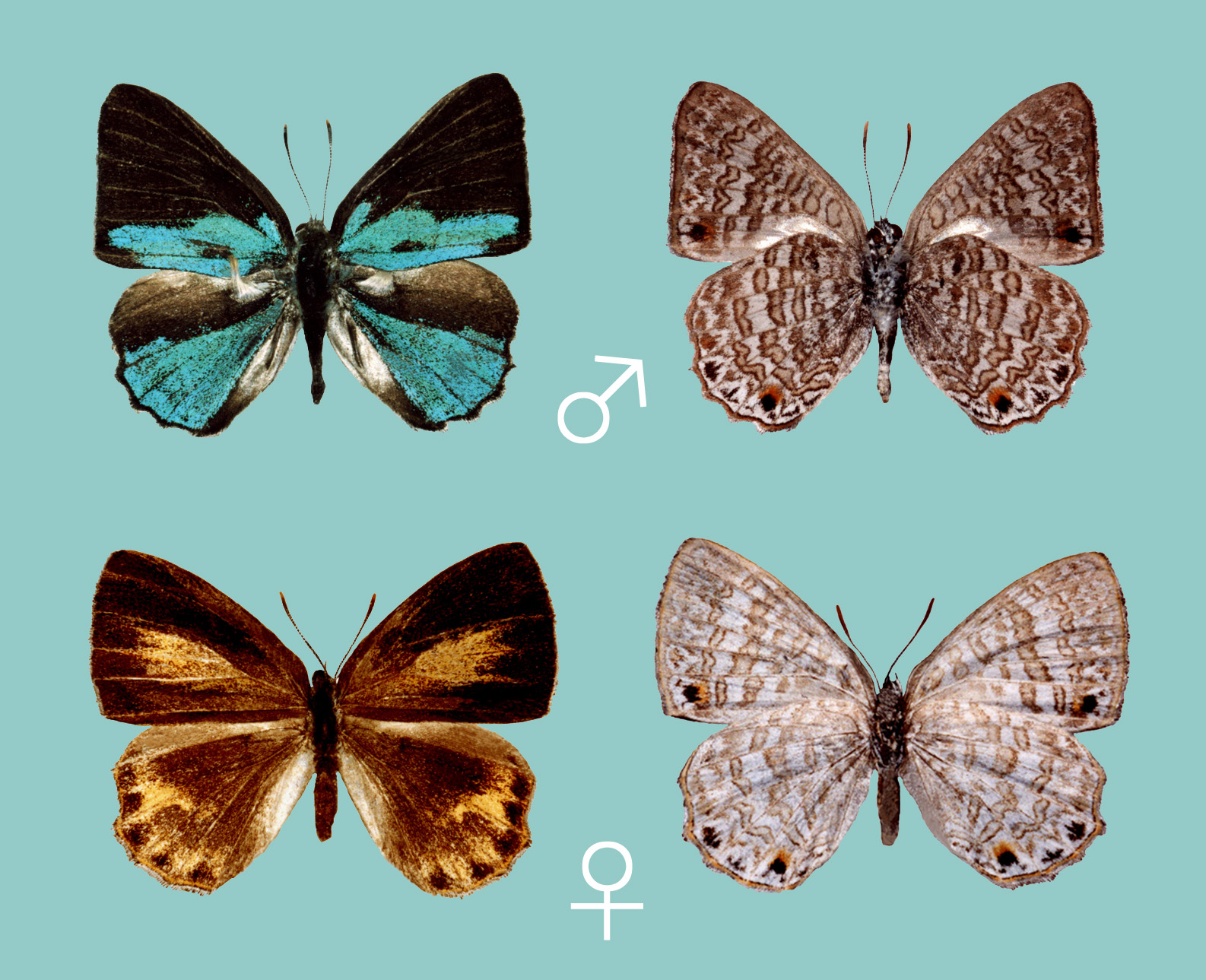